# 柴勝男
柴 勝男（しば かつお、1901年（明治34年）9月4日 - 1970年（昭和45年）1月3日）は、日本海軍の軍人。最終階級は海軍大佐。旧姓・阿部。千葉県出身。

## 経歴

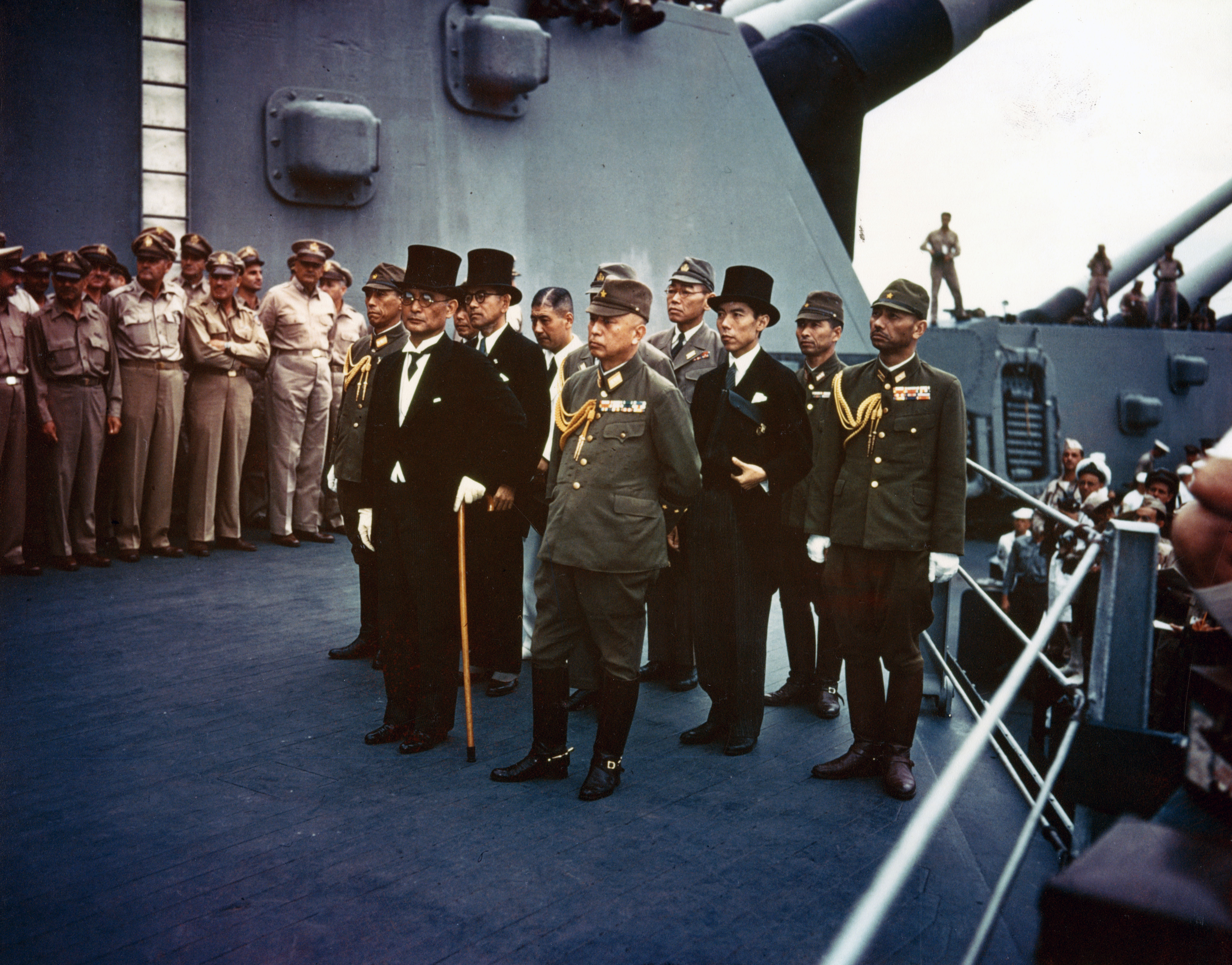
降伏文書調印式に出席する柴（後列右から2番目の眼鏡の人物）

農業・阿部作次郎の二男として千葉県で生まれた。私立大成中学校(現千葉県立長生高等学校)を経て、1922年6月、海軍兵学校（50期）を卒業、翌年9月に海軍少尉任官。海軍水雷学校高等科を卒業し、島風水雷長を経て、水雷学校専攻科で学んだ。綾波水雷長を経て、1934年7月、海軍大学校（甲種32期）を卒業する。
沼風艦長、ドイツ駐在、ドイツ大使館付武官補佐官、響艦長、海大教官、軍令部第1部員などを経て、1938年11月、海軍中佐に進級。海軍省軍務局第1課付、同課局員などを歴任し、軍務局第2課局員として太平洋戦争を迎えた。
1943年5月、海軍大佐に昇進する。1944年2月、大井の艦長として前線に出征したものの、大井は同年7月にアメリカの潜水艦フラッシャーの雷撃で沈没し、生還した。軍令部第1部員兼参謀本部員として終戦を迎え、1945年9月2日にアメリカ海軍の戦艦ミズーリの艦上での行われた降伏文書調印式に日本側全権団随員で参加、同年11月に予備役に編入された。
1947年（昭和22年）11月28日、公職追放仮指定を受けた。
海軍内の親独対米強硬派の一人として知られていた。大井篤の回想によれば、8月17日に軍令部で柴が「大井君、まだ日本は負けとらん」と言い「天皇陛下は詔勅を出されたではないか」と大井が言い返すと、柴が「あいつ(陛下)は臆病だったが我々の上には大元帥陛下がいるんだ」と言ったため、大井が「違う。大元帥陛下は天皇陛下の下だ」と言い返したという。

## 親族
- 義父：石川秀三郎（海軍少将）